# エクシブ (ホテル)
エクシブ（XIV）は、日本のリゾートトラストが展開する会員制リゾートホテル。

## 概要
1987年に開業したエクシブ鳥羽を皮切りに、箱根や軽井沢、初島など全国26か所のリゾートエリアに展開し、会員制リゾートホテルを運営している。
リゾート会員権を購入し入会した会員は、ホテルの1室を14名のオーナーで共同所有する「タイムシェアリング・システム」で年間26泊の完全利用日保証されている。オーナーは、オーナーズレセプションというオーナー専用のチェックインカウンターに案内され、館内専用のオーナーズカードが発行され、ラウンジでのソフトドリンクやスポーツクラブ等が滞在中無料で利用できる。2017年3月現在の総会員数は約17万人。
ホテルの施設だけでなく、リゾートトラストグループが運営するゴルフ場などが利用しやすいことや提携先のレジャー施設の手配も行っていることも特徴である。また、ペットと一緒に宿泊できる施設もある。
個人だけでなく、法人が福利厚生の一環で保有している（総務部署・共済・健康保険組合等）場合もある。

## 施設一覧
- エクシブ那須白河（本館、ドギーヴィラ）
- エクシブ軽井沢（本館、パセオ、サンクチュアリ・ヴィラ、サンクチュアリ・ヴィラ・ムセオ）
- エクシブ蓼科
- エクシブ山中湖（本館、サンクチュアリ・ヴィラ）
- エクシブ箱根離宮
- エクシブ湯河原離宮
- エクシブ初島クラブ
- エクシブ伊豆（伊東市富戸）
- エクシブ浜名湖
- エクシブ鳥羽（本館、アネックス、別邸）
- エクシブ琵琶湖
- エクシブ京都八瀬離宮
- エクシブ白浜（本館、アネックス）
- エクシブ有馬離宮
- エクシブ六甲 サンクチュアリ・ヴィラ
- エクシブ淡路島
- エクシブ鳴門（本館、サンクチュアリ・ヴィラ、サンクチュアリ・ヴィラ・ドゥーエ）

## 会員システム
いずれかのホテルを「ホームグラウンド」として入会（リゾート会員権を購入）する。ホテルの1室を14名のオーナーで共同所有する「タイムシェアリング・システム」で年間26泊の完全利用日保証されている。各オーナーが占有日を持ち、会員権購入時に占有日を14年間分特定している。そのため占有日のパターンは14タイプあり、どのタイプも平等に年末年始や土日祝日が含まれるよう組まれている。年間の占有日は、それぞれ4つにシーズン分けされている。
| シーズン           | 期間                                                                       |
| ------------------ | -------------------------------------------------------------------------- |
| ゴールド・シーズン | 年末年始、夏休み期間、ゴールデンウィークなど                               |
| レッドシーズン     | ゴールド・シーズンを除く土曜日、祝前日の日曜日など                         |
| ホワイト・シーズン | ゴールド、レッド・シーズンを除く金曜、日曜、祝前日、春休み・冬休み期間など |
| ブルー・シーズン   | ゴールド、レッド、ホワイト・シーズン以外の平日                             |

そのため、先着順が主流な国内の会員制リゾートに比べ、年間のレジャー計画を立てやすく、利用がしやすい。